# Delphinium recurvatum
Delphinium recurvatum är en ranunkelväxtart som beskrevs av Edward Lee Greene. Delphinium recurvatum ingår i släktet storriddarsporrar, och familjen ranunkelväxter. Inga underarter finns listade i Catalogue of Life.